# Nascar Busch Series 2006
NASCAR Busch Series 2006 var ett race som kördes över 35 omgångar, med Kevin Harvick som mästare för Chevrolet.

## Delsegrare
| Bana            | Vinnare            |
| --------------- | ------------------ |
| Daytona         | Tony Stewart       |
| Fontana         | Greg Biffle        |
| Mexico City     | Denny Hamlin       |
| Las Vegas       | Kasey Kahne        |
| Atlanta         | Jeff Burton        |
| Bristol         | Kyle Busch         |
| Texas           | Kurt Busch         |
| Nashville       | Kevin Harvick      |
| Phoenix         | Kevin Harvick      |
| Talladega       | Martin Truex Jr.   |
| Richmond        | Kevin Harvick      |
| Darlington      | Denny Hamlin       |
| Charlotte       | Carl Edwards       |
| Dover           | Jeff Burton        |
| Nashville       | Carl Edwards       |
| Kentucky        | David Gilliand     |
| Milwaukee       | Paul Menard        |
| Daytona         | Dale Earnhardt Jr. |
| Chicagoland     | Casey Mears        |
| New Hampshire   | Carl Edwards       |
| Martinsville    | Kevin Harvick      |
| Gateway         | Carl Edwards       |
| O'Reilly        | Kevin Harvick      |
| Watkins Glen    | Kurt Busch         |
| Michigan        | Dale Earnhardt Jr. |
| Bristol         | Matt Kenseth       |
| Fontana         | Kasey Kahne        |
| Richmond        | Kevin Harvick      |
| Dover           | Clint Bowyer       |
| Kansas Speedway | Kevin Harvick      |
| Charlotte       | Dave Blaney        |
| Memphis         | Kevin Harvick      |
| Texas           | Kevin Harvick      |
| Phoenix         | Matt Kenseth       |
| Homestead       | Matt Kenseth       |

## Slutställning
| Plats | Förare        | Poäng |
| ----- | ------------- | ----- |
| 1     | Kevin Harvick | 5648  |
| 2     | Carl Edwards  | 4821  |
| 3     | Clint Bowyer  | 4673  |
| 4     | Denny Hamlin  | 4667  |
| 5     | J.J. Yeley    | 4487  |
| 6     | Paul Menard   | 4075  |
| 7     | Kyle Busch    | 3921  |
| 8     | Johnny Sauter | 3794  |
| 9     | Greg Biffle   | 3789  |
| 10    | Reed Sorenson | 3670  |